# La bella dello Yukon

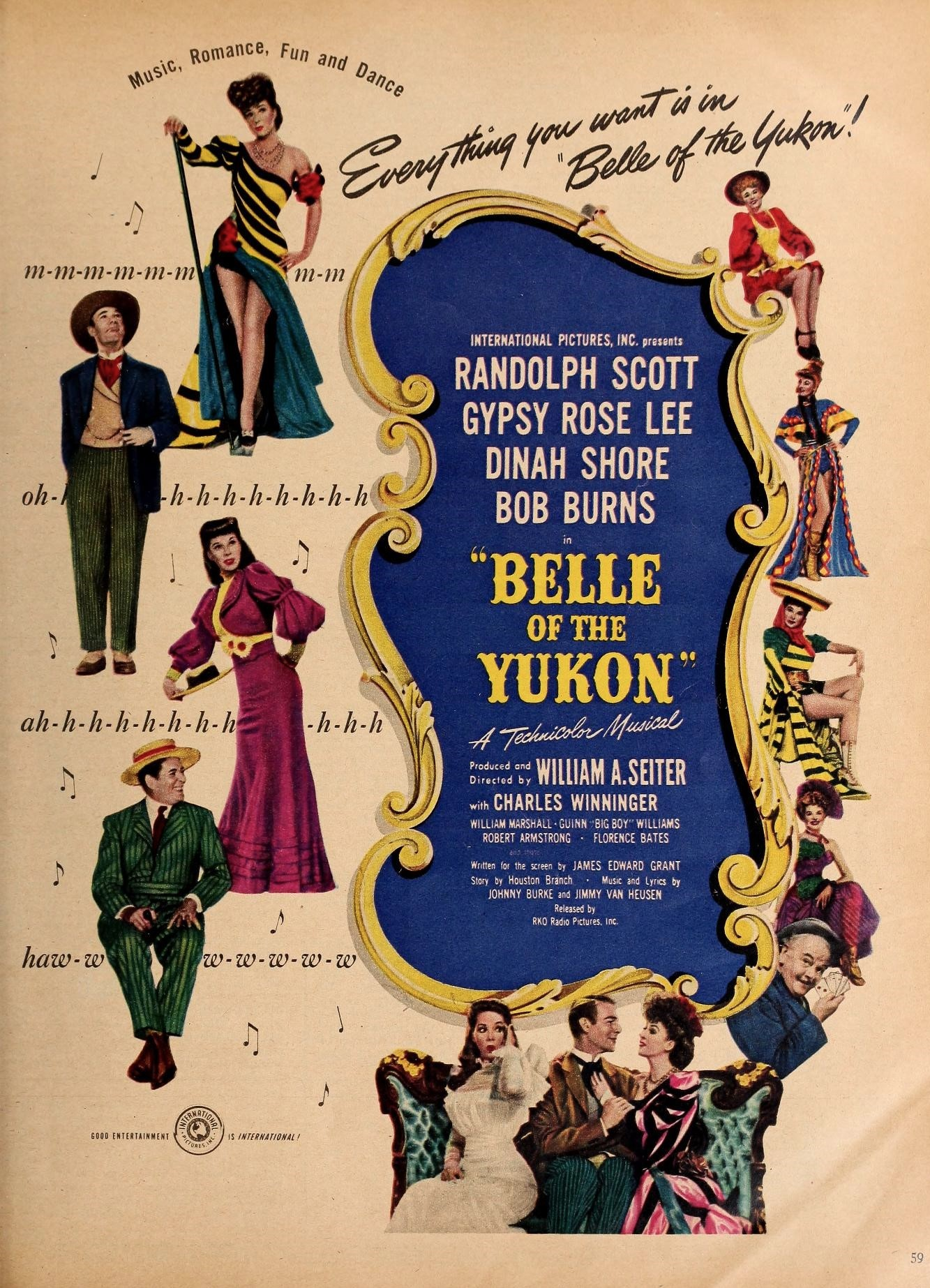
"La Bella dello Yukon. Un musical Technicolor". Manifesto di presentazione dello spettacolo.

La bella dello Yukon (Belle of the Yukon) è un film del 1944 diretto da William A. Seiter.